# Les Comes (Olesa de Montserrat)
El Les Comes és una muntanya de 259 metres que es troba al municipi d'Olesa de Montserrat, a la comarca del Baix Llobregat.